# Osterfuchs
Von einem zum österlichen Brauchtum des deutschsprachigen Raumes gehörigen Osterfuchs berichtete die ältere volkskundliche Literatur bis zur Mitte des 20. Jahrhunderts. Der Fuchs nahm nach diesen Berichten die Stelle des Hasen als ostereierlegenden oder -bringenden Tieres ein.

## Regionale Verbreitung
Karl Heßler berichtet im Jahr 1904 aus dem Schaumburger Land, dort würden die Ostereier nicht vom Hasen, sondern vom Fuchs gelegt. Die Kinder bereiteten für den Fuchs am Tag vor Ostern ein Nest aus Moos und Heu vor und sorgten dafür, dass der Fuchs in der Nacht nicht gestört würde.
Um 1910 weist Karl Wehrhan den Fuchs als alleinigen Eierbringer in den im Nordosten Nordrhein-Westfalens gelegenen Orten Schildesche und Südlengern nach. Fuchs und Hase brachten sie in Versmold, Spenge und Asmissen. Die Tradition des Fuchses als Eierleger oder -bringer dürfte zu dieser Zeit schon im Schwinden begriffen gewesen sein, denn es wird angemerkt: „… es sähe so aus, als ob der Fuchs vor dem Hasen zurückwiche.“ So auch Robert Wildhaber im Jahr 1957, der bemerkt „… dass ein Anwachsen des Osterhasen-Gebietes in neuer Zeit festzustellen ist“
In Großmühlingen in Sachsen-Anhalt brachte ebenfalls der Osterfuchs die Ostereier.

## Herkunft
Über die Herkunft oder den Ursprung des Glaubens an den Fuchs als Eierbringer finden sich in der volkskundlichen Literatur nur Vermutungen. Wehrhan nahm eine Übertragung des Fuchses aus dem Pfingstbrauchtum auf das Osterfest an: „Die weite Verbreitung des „Pingstvoss“ (Pfingstfuchs)“ und seine „Beziehung zu den Pfingsteiern“ ließen dies als naheliegend erscheinen.
Der Volkskundler Hugo Hepding vermutete im Jahr 1927 einen Zusammenhang mit den weihnachtlichen Gebildbroten, für die in der Gegend um Osnabrück „Hasen und Vösse“ („Hasen und Füchse“) der übliche Ausdruck sei: „… für Westfalen“, so Hepding, „wo doch gerade neben dem Hasen der Fuchs als Eierbringer erscheint, [möchte] man auch ein Ostergebäck in Fuchsgestalt erwarten.“ Nur, so wandte Hepding selber ein, sei kein Fuchs als Ostergebäck in Max Höflers Studie zu den Ostergebäcken erwähnt, dennoch müsse bei der „… auffallenden Übereinstimmung zwischen den kindlichen Vorstellungen von den die Ostereier legenden Tieren und diesen verschieden tiergestaltigen Ostergebildbroten ein Zusammenhang bestehen“ Möglicherweise sei der Glaube an Fuchs und Hase als Eierbringer aber auch dadurch entstanden, so Hepding, weil beide „… nicht selten bis in die Gärten der Häuser“ kämen und so die kindliche Phantasie angeregt hätten.
Einen anderen Erklärungsansatz verfolgte Theodor Schnitzler in seiner Studie von 1957: Er verweist auf die in Zwiebelschalen gekochten und dadurch braunrot gefärbten Ostereier, die in Westfalen „Fuchseier“ genannt würden. Deren Farbe erinnere an die Farbe des Hasenfells oder an das rote Fell des Fuchses. „Die ungewöhnliche Braun-Rot-Färbung des Eies wird dann mühelos der Herkunft von Fuchs und Hase zugeschrieben.“

## Fuchseier

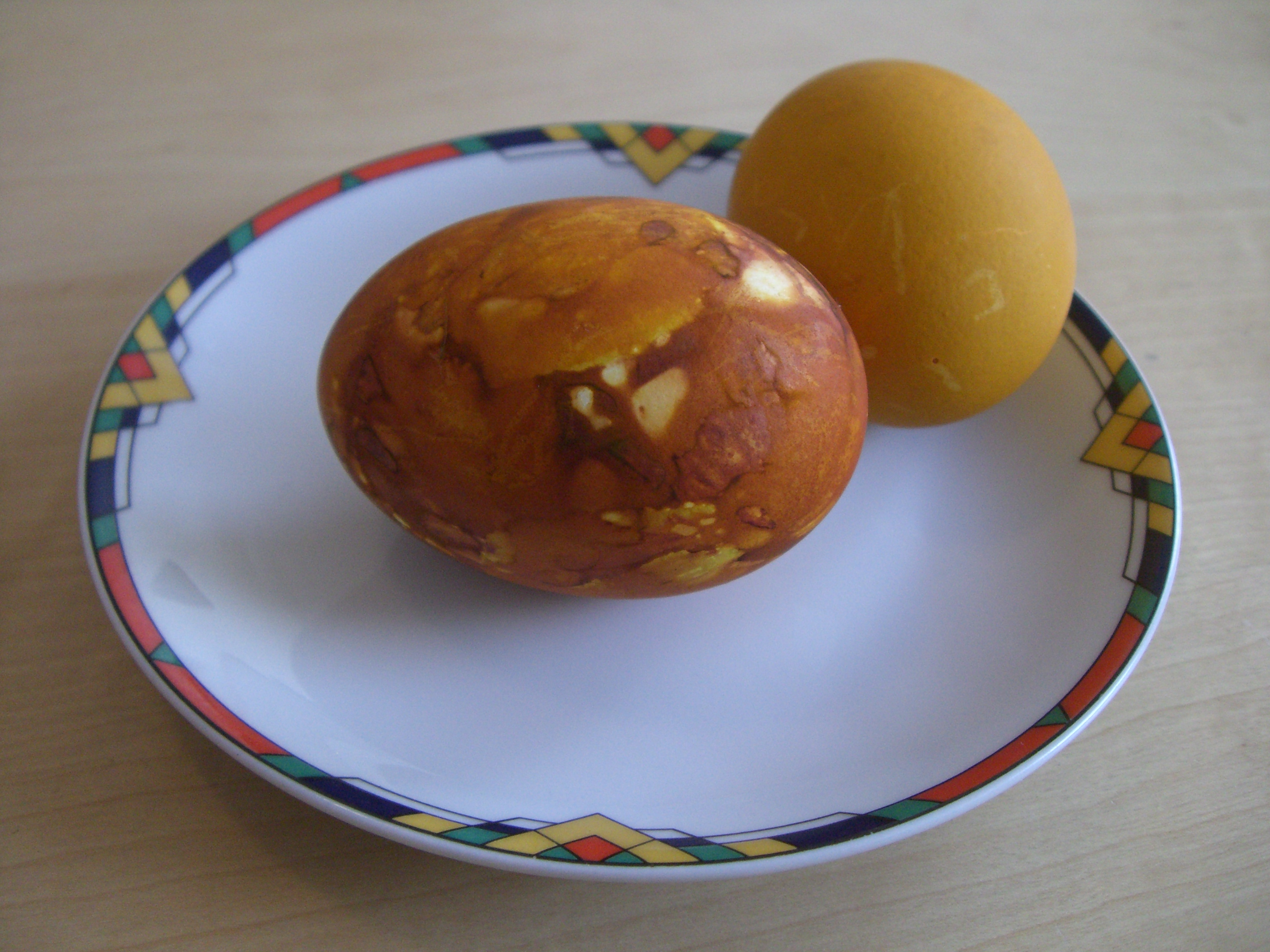
Mit Zwiebelschale gefärbte Fuchseier

Neben den nachgewiesenen Bedeutungen „gefärbtes Osterei“ oder „Osterei in der Kindersprache“ im Niedersächsischen Wörterbuch, „(durch Kochen in Zwiebellaub) braungefärbte[sic!], zu Ostern verschenktes Ei“ im Westfälischen Wörterbuch und „Lüge“ oder „Trug“ im Mittelelbischen Wörterbuch, finden sich auch verschiedene Redensarten zum Fuchsei.
Im mittelelbischen Raum steht „von Fosseier(n) drömen“ für Unmögliches Denken oder Erwarten, während „Fosseier (ge)freten hebben“ bedeutet, dass jemand besserwisserisch ist oder ein schlechtes Gewissen hat. Auch im Niedersächsischen ist „Du dröömß woll van Foßeier“ bekannt; hier bedeutet die Redensart „bist in Gedanken, nicht bei der Sache, denkst an Unmögliches, hast eine merkwürdige Meinung, triffst mit der Ansicht daneben.“ Für das Westfälische ist „Met Fossoeggern feort (gefüttert)“ nachgewiesen, das für gerissene, unangenehm schlaue oder auf ihren Vorteil bedachte Menschen steht.
In Westfalen kann „Fosei“ auch einen Pilz, den Bovist, bezeichnen, so ebenfalls an der Mittelelbe, wo noch die Bedeutung „Hühnerei ohne feste Schale“ (vgl. Windei) hinzukommt.